# Annibale Betrone
Annibale Betrone (* 9. Dezember 1883 in Turin; † 11. Dezember 1950 in Rom) war ein italienischer Schauspieler.

## Leben
Betrone, Sohn eines Schneiders, nahm Schauspielunterricht bei Domenico Bassi und debütierte mit knapp siebzehn Jahren auf der Bühne im Ensemble der Brüder Marchetti. Von 1901 bis 1908 spielte er mit Ermete Novelli, wo er vom Nebendarsteller über den jugendlichen Helden bis zum Hauptdarsteller aufstieg. Es folgten etwa zwölf Jahre in der Truppe um Virgilio Talli, wo er mit Alberto Giovannini und Maria Melato ein vielbeachtetes Dreiergespann bildete. Nach einem Zwischenspiel bei Giannina Chiantoni ging er zur Melato zurück; zwischen 1933 und 1935 lagen je ein Jahr mit Emma Gramatica, Tatiana Pavlova und Kiki Palmer. Ab 1936 war Betrone für vier Jahre mit Melato und Luigi Carini Leiter einer eigenen Gruppe und schloss sich dann für ein Jahr Paola Borboni an. Das Jahr 1940 sah in an der Seite von Maria Laetitia Celli und Angelo Calabrese. Während des Krieges konzentrierte er sich auf die bis dahin (1941) nur sehr sporadische Arbeit beim Film, bei dem er bis zu seinem Tode in zahlreichen Charakterrollen beschäftigt war. Bereits in Stummfilmzeiten spielte der für seinen nüchternen und unaufdringlichen Stil bekannte Betrone in einigen Streifen; seine bekannteste Rolle dürfte die des großzügigen Onkels Pietro in Mario Soldatis Piccolo mondo antico sein.
Betrone war seit 1912 mit seiner Schauspielkollegin Elvira verheiratet; ihr im gleichen Jahr geborener Sohn Cino starb 1941 an der Front in Albanien.

## Filmografie (Auswahl)
- 1916: Tigrana
- 1941: Kleine alte Welt (Piccolo mondo antico)
- 1950: Opfergang einer Mutter (Tormento)